# Global Player
Global Player (englisch für globaler Spieler) ist eine Bezeichnung für ein Unternehmen, das am internationalen Wettbewerb teilnimmt und in seiner Branche mit Technik, Qualität und Innovation weltweit eine Vormachtstellung einnimmt. Aus dieser Position heraus versuchen Global Player, die Märkte und Firmensitze in großem Maßstab in ihrem Sinne zu steuern, um ihre Position weiter auszubauen und zu konsolidieren. Das wichtigste Merkmal an Global Playern ist aber die Tatsache, dass sie nicht nur ein Geschäft oder eine Filiale in einem Land vertreten (Selbstständigkeit), sondern Filialen besitzen, die auf der ganzen Welt verstreut sind – sogenannte Tochterfirmen. Als größte Global Player werden u. a. das Mineralölunternehmen ExxonMobil, die Supermarktkette Walmart sowie General Motors und andere Autohersteller betrachtet (→ Fortune Global).
Forbes beispielsweise bewertet die 4 Kriterien Umsatz, Marktkapitalisierung, Aktiva und Nettogewinn, um zu einer Liste der Global Player zu kommen.
Der Begriff ist eher als eine Metapher anzusehen und es gibt keine konkreten Bedingungen ab wann ein Unternehmen als Global Player gilt. Nach Bernd Siehler (1999) und in Anlehnung an das Oxford Dictionary ergibt sich folgende Beschreibung

“A global player is one who is skillful and practised in his business and regards the whole world as his playing field.”